# Tordoir
Le Tordoir est un petit ruisseau de Belgique coulant en province de Hainaut, affluent de l'Ancre, donc sous-affluent de l'Escaut par la Dendre. 
Remarque : Tordoir était aussi le nom qu'on donnait aux moulin à vent ou à eau qui pressaient les graines pour en extraire l'huile.

## Géographie

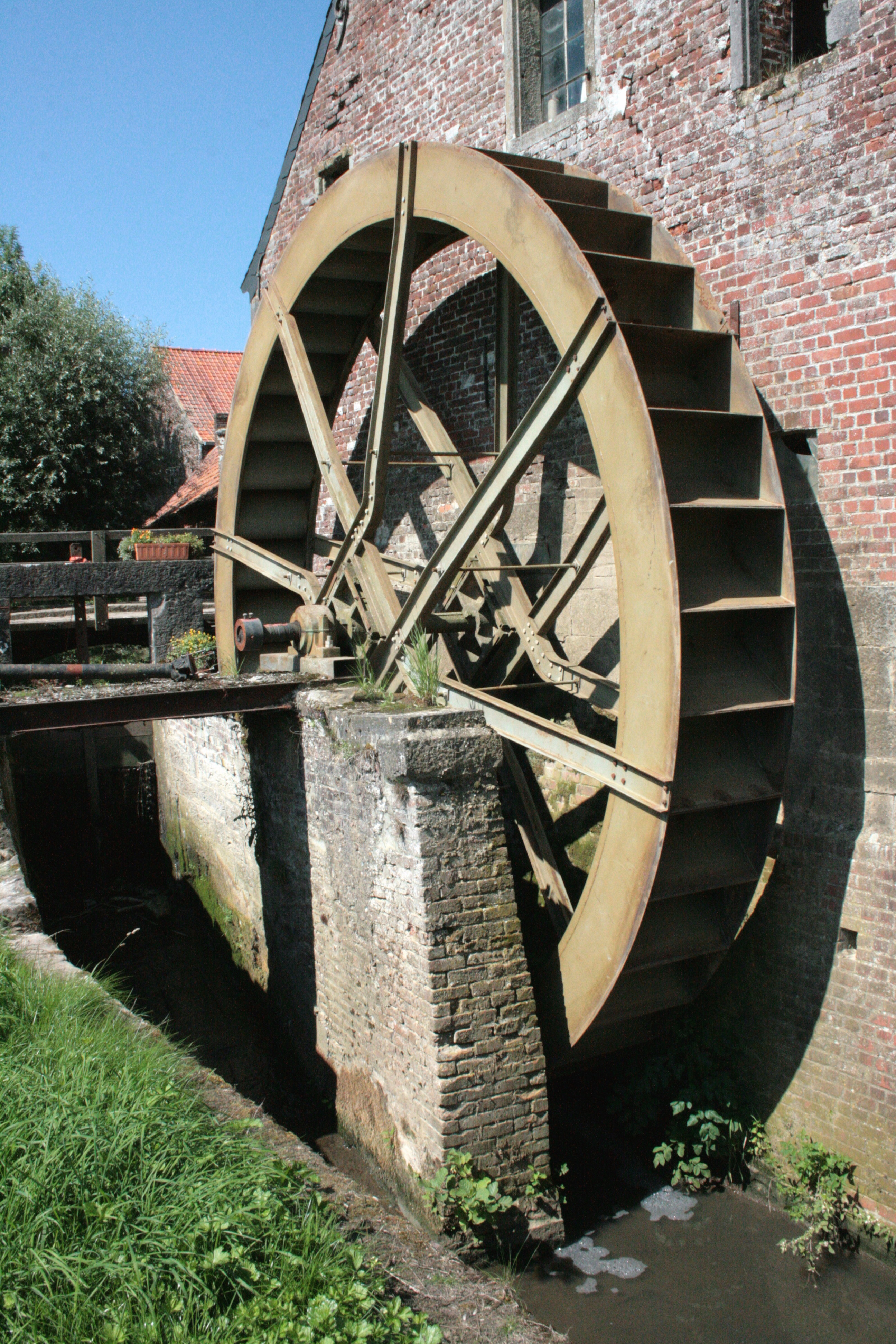
Moulin du Tordoir

Le Tordoir prend sa source au lieu-dit « camps et haies » à Ellezelles, passe au sud du village, continue sa route vers Lessines et entrevoit au passage le lieu-dit « les Paradis » où il reçoit les eaux des rieux Hubermont et Ribaucourt.
Il se dirige ensuite vers Wodecq, le contournant par le nord où il prend au passage « le Ronsart et le rieu du Buis », il rencontre sur son passage les moulins du Tordoir et du Moufflu avant de se jeter dans l'Ancre à la hauteur du moulin d'Ogy.